# کالپانا کارتیک
کالپانا کارتیک (به انگلیسی: Kalpana Kartik) (زاده ۱۹ اوت ۱۹۳۱) بازیگر هندی است.
از کارهای معروف او می‌توان به بازی در فیلم‌های بازی، راننده تاکسی و خانه شماره ۴۴ اشاره کرد.